# Rougemont (Doubs)
Rougemont é uma comuna francesa na região administrativa de Borgonha-Franco-Condado, no departamento de Doubs. Estende-se por uma área de 18,33 km². Em 2010 a comuna tinha 1 107 habitantes (densidade: 60,4 hab./km²).